# Družak

Družak (lat. Drocaicus, Drucaicus) bio je neretvanski vladar iz prve polovine 9. stoljeća.
Godine 839. mletački dužd Petar Tradonik krenuo je s mornaricom kako bi osvojio istočni dio Jadrana. Knez Družak ga je dočekao kraj otoka Brača i Hvar te ga je prisilio na primirje; ipak, dopustio mu je slobodnu plovidbu tim dijelom Jadrana. U proljeće 840. dužd je ponovno pokrenuo vojnu protiv Neretvana, ali Diudit, najvjerojatnije Družakov nasljednik, ih je potukao te pogubio oko stotinu duždevih vojnika.

### Članci
- Laušić, Ante. 1993. Družak. Hrvatski biografski leksikon. Zagreb.  journal zahtijeva |journal= (pomoć)